# 서울특별시의 심야버스 노선 목록
아래의 표는 서울특별시의 심야버스 노선 목록이다. 서울특별시의 심야버스는 박원순 서울특별시장의 공약에 따라 시행된 심야버스 체계이다. 올빼미버스라는 애칭이 있다. 2013년 4월 19일 0시 N26, N37 2개 노선이 시범적으로 개통되어 도시형버스와 동일한 요금을 수수하였고, 2013년 9월 13일 0시부터 7개 노선이 추가로 개통되어 운행되고있다.  노선의 선정은 빅 데이터 기술을 이용했다. 
번호는 앞에 'NIGHT'를 뜻하는 'N'가 앞에 들어가면서 기점지역 번호와 종점지역 번호가 들어간다. 예를 들어서 강서권 지역이 기점인 버스가 강북권 지역이 종점인 버스의 경우 강서권 지역의 '6'과 강북권 지역의 '1' 로 표기한다.

## 목록
| 노선 번호 | 운행구간              | 운행구간 | 운행구간            | 경유지 | 배차 간격 (분)  | 운행시간                                                    | 운행업체                   | 인가 대수 (대) | 비고                                                          |
| --------- | --------------------- | -------- | ------------------- | --- | --------------- | ----------------------------------------------------------- | -------------------------- | -------------- | ------------------------------------------------------------- |
| N13       | 상계주공7단지         | ↔        | 송파공영차고지      | 노원역, 하계역, 태릉입구역, 돌곶이역, 한국외대앞, 청량리역환승센터, 신설동역, 동대문, 약수역, 순천향대병원, 신사역, 강남역, 선릉역, 삼성역, 잠실역(롯데월드), 가락시장역, 복정역                                                             | 20~30분 8회     | 상계주공7단지 00:00~03:30 송파공영차고지 00:00~03:25        | 흥안운수 한국brt           | 6              | 2013년 9월 13일 운행 개시                                     |
| N15       | 우이동차고지          | ↔        | 남태령차고지        | 쌍문역, 수유역, 길음역, 성신여대입구역, 보문역, 신설동역, 동대문역, 서울역환승센터, 신용산역, 노량진역, 장승배기역, 신림역, 서울대입구역, 사당역, 남태령역                                                                                   | 15~30분 8회     | 우이동차고지 00:00~ 03:35 남태령차고지 00:00~03:40          | 동아운수 우신운수          | 6              | 2014년 11월 17일 운행 개시                                    |
| N16       | 도봉산역 광역환승센터 | ↔        | 온수동차고지        | 도봉산역, 도봉소방서, 수유역, 미아사거리역, 성신여대입구역, 혜화동, 중구청, 대한극장, 시청앞(도봉산출발), 서울역, 만리동고개, 마포역, 여의도환승센터, 영등포역, 신도림역, 개봉역, 온수역                                                     | 20~30분 8회     | 도봉산역광역환승센터 00:10~ 03:35 온수동차고지 00:20~ 03:45 | STN 양천운수 아진교통      | 4 6 3          | 2013년 9월 13일 운행 개시                                     |
| N26       | 중랑공영차고지        | ↔        | 강서공영차고지      | 상봉역, 중랑교, 청량리역, 동대문역, 종로, 광화문역, 충정로역, 신촌역 (지하), 홍대입구역, 합정역, 당산역, 등촌역, 염창역, 발산역, 송정역, 개화산역                                                                                            | 20~25분 8회     | 양측종점 00:00~ 03:30                                       | 메트로버스 다모아자동차    | 5              | 2013년 4월 19일 운행 개시                                     |
| N30       | 강동공영차고지        | ↔        | 서울역 버스환승센터 | 상일동역, 명일역, 길동역, 천호역, 광나루역, 장한평, 답십리삼거리, 동대문구청, 신설동역, 동대문, 동대문역사문화공원, 을지로6~2가, 명동롯데본점                                                                                                | 30~40분 8회     | 강동공영차고지 23:20~ 03:40                                 | 서울승합                   | 4              | 2013년 9월 13일 운행 개시                                     |
| N31       | 강동공영차고지        | ↔        | 국민대학교          | 상일동역, 천호역, 몽촌토성역, 잠실역, 잠실새내역, 종합운동장역, 삼성역, 역삼역, 강남역, 신논현역, 논현역, 신사역, 한강진역, 이태원역, 남산3호터널, 롯데본점·을지로입구역, 종각역, 종로3가역, 한성대입구역, 아리랑로, 정릉2동주민센터, 봉국사 | 35~40분         | 강동공영차고지 23:30~ 03:50 국민대학교 23:30~ 03:50         | 대원여객 대진여객          | 4              | 2022년 12월 1일 운행 개시                                     |
| N37       | 송파공영차고지        | ↔        | 진관공영차고지      | 복정역, 장지역, 가락시장역, 수서역, 일원역, 대치역, 강남역, 신논현역, 신사역, 한남오거리, 서울백병원, 종로2가, 서대문역, 독립문역, 홍제역, 불광역, 연신내역, 구파발역                                                                        | 25~40분 8회     | 양측 종점 00:00~ 03:10                                      | 한국brt 제일교통           | 4              | 2013년 4월 19일 운행 개시                                     |
| N51       | 하계동                | ↔        | 시흥동차고지        | 월곡역, 동대문역, 동묘앞역, 안국역, 아현역, 이대역, 홍대입구역, 합정역, 당산역, 신도림역, 대림역, 구로디지털단지역, 독산동, 금천구청 | 30~35분 8회     | 양측 종점 23:50~ 03:35                                      | 범일운수 한성여객          | 4              | 2022년 4월 18일 운행 개시 서울시의 심야 장거리 3위 노선       |
| N61       | 양천공영차고지        | ↔        | 상계주공7단지       | 개봉역, KT구로지사, 신림역, 서울대입구역, 서울고교, 남부터미널, 교대역, 강남역, 선릉역, 삼성역, 영동대교, 건대입구역, 군자역, 동일로, 중화역, 태릉입구역, 노원역                                                                             | 15~30분 12회    | 양측 종점 23:40~ 04:10                                      | 관악교통 삼화상운 영인운수 | 6 8 2          | 2013년 9월 13일 운행 개시 서울특별시의 심야버스 최장거리 노선 |
| N62       | 양천공영 차고지       | ↔        | 면목동차고지        | 신월시영아파트, 신정역, 목동역, 등촌역, 염창역, 합정역, 홍대입구역, 이대역, 서소문, 을지로입구역, 종로3가역, 동대문역사문화공원, 왕십리역, 뚝섬역, 건대입구역, 군자역, 중곡역, 용마산역                                                      | 15~20분 8회     | 양측 종점 23:40~ 03:10                                      | 도원교통 경성여객          | 6              | 2013년 9월 13일 운행 개시                                     |
| N64       | 강서공영 차고지       | ↔        | 염곡공영 차고지     | 개화역, 개화산역, 신방화역, 마곡나루역, 발산역, 화곡역, 목동역, 문래역, 영등포역, 상도역, 숭실대입구역, 서초역, 역삼역 | 20~40분 8회     | 양측 종점 00:00~ 03:10                                      | 공항버스 삼성여객          | 4              | 2022년 4월 18일 운행 개시                                     |
| N72       | 은평공영 차고지       | ↔        | 신내역              | DMC첨단산업센터, 누리꿈스퀘어, 망원시장, 합정역, 홍대입구역, 대흥역, 공덕역, 효창공원앞역, 녹사평역, 이태원역, 한강진역, 약수역, 청구역, 동묘앞역, 신설동역, 청량리역, 전농동 사거리, 배봉초교, 사가정역, 상봉역, 양원역                     | 25~35분 8회     | 은평공영차고지 23:30~ 03:45 중랑공영차고지 23:30~ 03:45     | 유성운수 보광교통 북부운수 | 2 3 4          | 2022년 4월 18일 운행 개시                                     |
| N73       | 송파공영차고지        | ↔        | 구산동              | 복정역, 위례신도시, 거여역, 오금역, 잠실역, 건대입구역, 성수역, 한양대학교, 왕십리역, 신당역, 을지로, 시청역, 충정로역, 아현역, 홍대입구역, 성산2교사거리, 상암사거리, 증산역, 응암역, 구산역, 구산사거리                                    | 35분            | 송파공영차고지 23:30~ 03:45 구산동차고지 23:30~ 03:45       | 한국brt 선진운수           | 4              | 2022년 12월 1일 운행 개시                                     |
| N75       | 서림동                | ↔        | 진관공영차고지      | 신림역, 봉천역, 서울대입구역, 낙성대역, 사당역, 남부터미널역, 교대역, 고속터미널역, 녹사평역, 숙대입구역, 서울역, 광화문역, 서대문역, 아현역, 이대역, 가좌역, 연신내역, 구파발역                                                             | 25~30분 8회     | 양측 종점 23:30~ 03:30                                      | 한남여객운수 제일교통      | 4 6            | 2022년 4월 18일 운행 개시 서울시의 심야 장거리 2위 노선       |
| 심야A21   | 합정역                | ↔        | 동대문역, 흥인지문  | 홍대입구역, 신촌역, 이대역, 아현역, 충정로역, 서대문역 사거리, 광화문, 종로1~6가 | 70분 토, 일제외 | 양측 종점 23:30~ 04:10                                      | SUM                        | 3              | 2023년 12월 4일(자율주행) 운행 개시                           |